# Хотан (держава)
Хотанське царство — середньовічна феодальна держава в Хотанській оазі (південний схід сучасного Сіньцзяну). В китайських джерелах відома як Юйтяньго (Юдань, Ходань, Цюдань), перських — Гостану (Гостана), тибетських — Ліюл (Лі).

## Історія
В давнину в оазі мешкали носії тохарської мови. Вважається, що вони перші заснували тут свої поселення, займаючись добуванням і торгівлею нефритом. За легендою місто Хотан було засновано близько 224 року до н. е. Кунапою, сином імператора Ашоки.
Десь з 140-х років до н. е. під тиском тохарів-юечжі оаза заселяється сакськими племенами або греко-саками. Згодом утворюється декілька протодержав з мігрантів з Греко-Бактрійського царства та індійської Таксили.
У 23 році Хотанську оазу було підкорено Юйлінем, володарем Яркенду і Кашгару. Після смерті останнього у 56 році один з його синів — Гургамойя — зумів відокремитися від Яркендської держави на чолі з Цзуньде.
Починаючи з Сюмобі відбувається активне розширення держави. Було підкорено 13 сусідніх «князівств». Правитель Гуанде завоював Яркенд. В результаті кордонами стали держави Нія і Кашгар. Завдяки розташуванню на Великому шовковому шляху місто-держава швидко розвивалася.
Втім 73 року Хотан змушений був визнати зверхність імперії Хань. Проте на початку II ст. хотанський ван Фанцян відновив самостійність. Було укладено союз з Кушанською імперією, умови якого невідомі. Припускають, що номінально Хотан визнавав зверхність кушан. Згодом хотанське військо допомогло Канішці I захопити північно індійське місто Сакет.
У 127 році Хотан знову підкорився ханському імператору. У 134 році внаслідок повстання Хотану вдалося здобути незалежність. За підбуренням імперії Хань держава Кашгар почала війну проти Хотану, який зазнав поразки. Тому цар Ань Гуо невдовзі номінально визнав зверхність імперії Хань.
На початку 150-х років держава поринула у боротьбу за владу. 175 року Хотан допоміг ханському війську підкорити державу Шумі (вздовж річки Керія), на схід від Хотану, більшість земель якої було приєднано до Хотанської держави.
У 446 році хотанське військо виступило на боці Північної Вей проти держави Туюхунь. У відповідь армія останнього завдало тяжкого удару Хотану, де загинув цар Цюжень.
У 470 році почалася війна з Жужанським каганатом. Хотанці знову визнали зверхність Північної Вей, а натомість запросили допомоги проти жужанів. Проте Хотан не отримав суттєвої допомоги.
У 644 році в Хотані на 7 місяців зупинився китайський чернець Сюаньцзан, який залишив докладний опис цієї держави. У 648 році хотанський цар Фудусінь визнає зверхність імперії Тан. У 665 році внаслідок повстання знаті Хотан опинився під владою Тибетської імперії. У 670 році тут поставлено тибетського намісника. 674 року хотанська правляча династія була повалена остаточно.
У 692 році ван Вішваджита знову визнає зверхність імперії Тан. У 725 році цар Віджая Дхарма III уклав союз з Другим східнотюркським каганатом, за допомогою якого спробував звільнитися від танської залежності. Втім зазнав поразки й загинув. Внаслідок цього вплив Китаю в державі суттєво збільшився, як й залежність хотанських володарів. У 740-х роках цар Вішагуй починає переслідування буддистів, що втікають до Тибету.
У 755 році володар Вішвавагана скористався заколотом Ань Лушання в Китаї, відновивши незалежність Хотанської держави. За цим Вішвавагана уклав союз з правителеми Дуньхуана, закріплений шлюбами між правлячими династіями. Ця традиція в подальшому зберігалася протягом декількох поколінь. 791 року було визнано зверхність Тибетської імперії.
У 940-х роках починаються війни з Сатук Богра-ханом, володарем Караханідів, викликані бажанням захопити багату здобич та боротьбою мусульман проти буддистів. В свою чергу Хотан уклав союз з уйгурським ідикутством Турфан і Яркендською державою. В результаті протягом 950—960-х років хотанцям та їх союзникам вдалося завдати низки поразок Караханідам, а 970 року навіть захопити ворожу столицю — Кашгар. Подальший перебіг протистояння відомий замало. 1005 року хотанці втратили Кашгар. У 1006 році караханідський каган Юсуф Кадир-хан завдав Хотанській державі нищівної поразки й захопив їхню столицю Хотан. Рештки хотанців втекли до Яркенду, який було підкорено 1013 року.

## Територія і населення

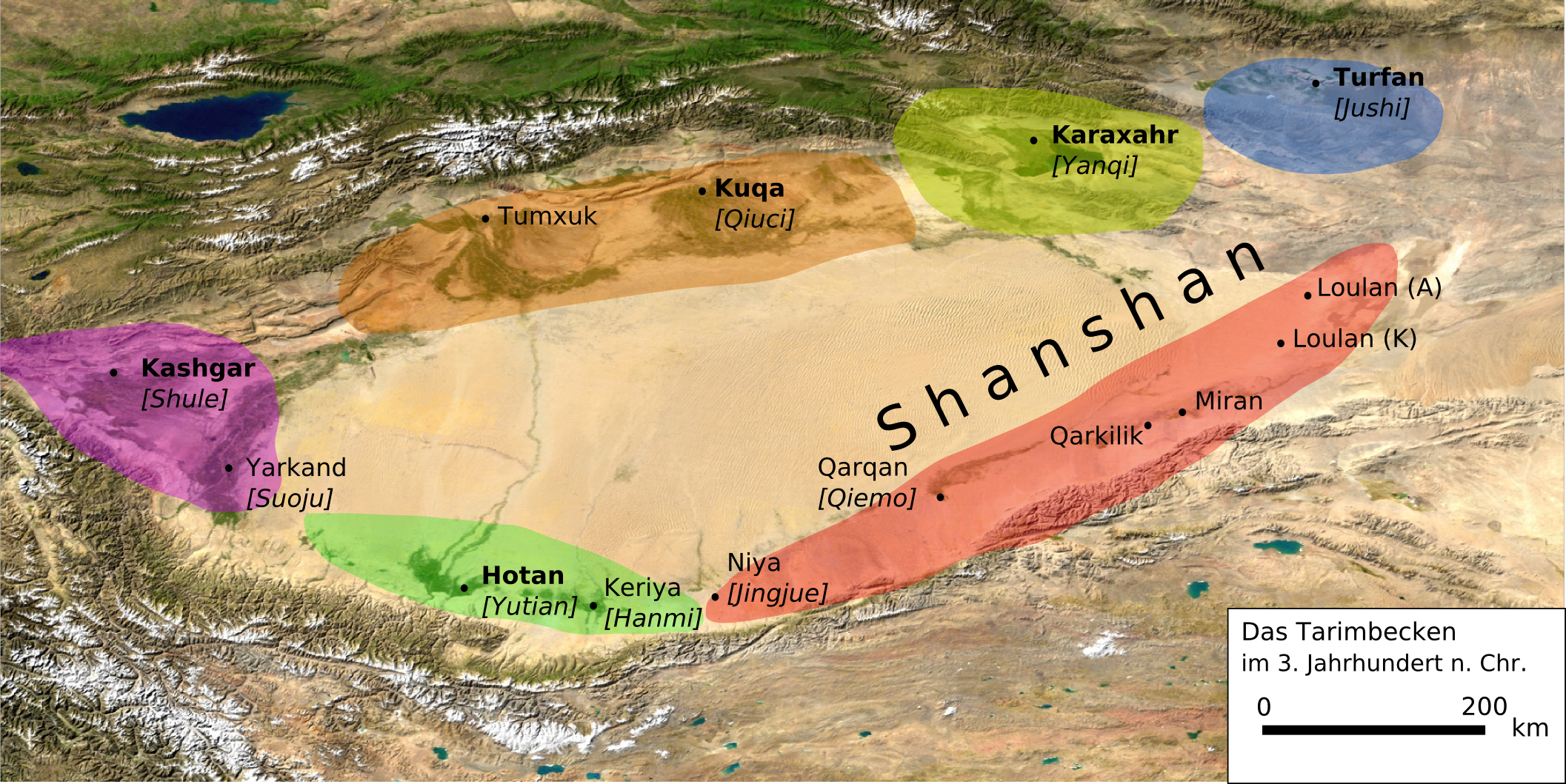
Хотан та його сусіди

Розташовувався у Таримському басейні. На півночі межувало з південним краєм пустелі Такла-Макан, на півдні — горами Куньлунь. Основна територія охоплювала долину річки Хотан. Стародавня столиця Хотану спочатку розташовувалася на захід від сучасного Хотану — в Йоткані.
У «Ханьшу» записано, що Хотані є 3 300 домогосподарств і 19 300 мешканців, а вже у «Хоу Ханьшу» сказано, що там 32 тис. домогосподарств, де мешкає 83 тис. хотанців.

## Устрій
Більшість відомостей про Хотанське царство міститься в китайських джерелах. Відповідно до них на чолі стояв володар (в різні часи носив титул шаха, царя, вана) з роду Ван з спадковим ім'ям Цзаошімень. Він носить шапку з вибіленого шовку із зображенням золотого звіра, а його дружина — золотої квітки. Хотанському цареві було заборонено показувати своє волосся, оскільки вважалося що це призведе до нещасного року. Дослідження довели, що спочатку організація Хотанської держави була схожа на елліністичні царства. Лише згодом зазнало впливу Китаю.

## Військо
На початку існування мало 2 400 вояків, але вже у II ст. держава могла виставити 30 тис. вояків.

## Економіка
Основними напрямками було землеробство, ремісництво і торгівля. У великій кількості вивозили шовк власного виробництва, килими, нефрит і кераміку.
Поширено виготовлення шовку. В одному з варіантів легенди розповідається, що в Хотані раніше не було шовку. Володар посватався за вейську княжну (це сталося у 1-йчверті V ст.), але таємно сказав, що шовку в його країні немає і треба захопити з собою. Наречена сховала яйця шовкопряда в паперову шапочку і провезли так через заставу, де її не сміли обшукати. Від чоловіка вона зажадала, щоб шовк в Хотані робили не вбиваючи личинок, тобто чекаючи дозрівання метеликів. Таким чином, Хотан став першим центром шовководства за межами Китаю; саме звідси секрет його виробництва просочився в Персію і Візантію.

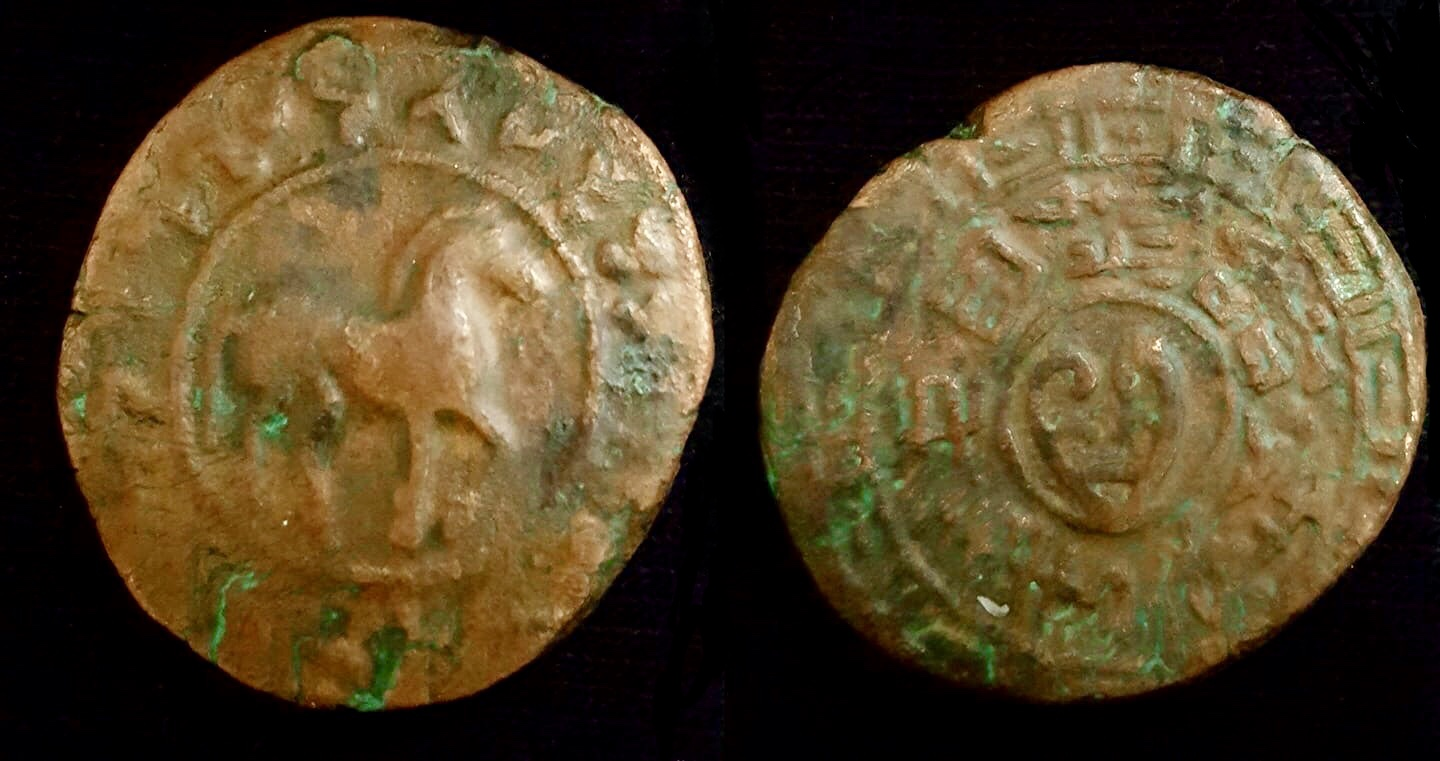
Монета Хотану

Місцеві копальні служили основним джерелом нефриту для всіх держав на території Великого шовкового шляху, особливо для імперії Хань.
У I ст. н. е. карбування монет Хотану відбувалося середньокитайською мовою і гандхарі.

## Культура

### Мова
Користувалися мовами гандхарі (до IV ст.), що переважали до IV ст. серед володарів і знаті, та хотаносакською мовою. Письмо для останньої було створене на основі письма брахмі, для гандхарі — на основі харошті.

### Мистецтво
В ранній період значний вплив мала елліністична культура, що проникала з Греко-Бактрійського царства. Свідченням цьому є твори мистецтва, знайдені на різних місцях, насамперед так званий «Гобелен із Сампула» із зображенням грецького бога Гермеса та пегаса

### Вірування
На початку існування держави переважав зороастризм. З часом основною релігією став буддизм, який потрапив сюди у 80-х роках до н. е. У 399 році згідно повідомлень ченця Фасяню в державі було 14 великих і безліч дрібних буддійських монастирів. В «хроніках Північних династій» зазначалося, що хотанці є насамперед прихильниками буддизму.